# Sistema portale
Nella circolazione sistemica le arterie si dividono fino nei capillari, che poi si riuniscono nelle vene, che raggiungono il cuore. Quando invece le vene provenienti da un letto capillare si suddividono una seconda volta, in altri capillari, si può parlare di sistema portale, dal latino vena portae ("vena della porta", o più semplicemente "vena porta").
Questi sistemi di ricapillarizzazione, si possono trovare a livello ipofisario, epatico e surrenale.

## Descrizione
In anatomia ed embriologia comparata, con «sistema portale» si intendono una o più vene, nate dalla confluenza di capillari, che nel loro decorso si diramano nuovamente in un sistema di altri vasi capillari; questo può accadere all'interno di un organo, e in questo caso la vena originaria si può concettualmente suddividere nella parte afferente a quell'organo (la vena "della porta"), e nella parte efferente, che poi raggiunge il circolo venoso generale
Gli organi che nel corpo umano presentano un sistema venoso portale sono il fegato, l'ipofisi, la ghiandola surrenale, il rene primitivo (mesonefro).
Il sistema portale renale si reperisce in quasi tutti i Vertebrati, ma negli animali cosiddetti "superiori" esso scompare col progredire del processo di sviluppo embrionale.
Il concetto di sistema portale non va confuso con quello di rete mirabile: in un sistema portale vi sono due reti mirabili, una che raccoglie e porta il sangue alla vena interposta tra i letti capillari, ed una che lo porta via, fino al circolo sanguigno diretto al cuore.

### Sistema portale ipotalamo-ipofisario
Il sistema vascolare ipotalamo-ipofisario ha un significato prettamente funzionale, e permette all'ipotalamo di controllare l'ipofisi anteriore senza un collegamento diretto di tipo neuronale: le arterie del peduncolo ipofisario formano un sistema di capillari, sui quali terminano gli assoni dei neuroni neurosecernenti dell'ipotalamo, che scaricano i propri fattori ormonali nei suddetti vasi. Dalle venule del peduncolo ipofisario, il sangue passa alle venule dell'adenoipofisi, le cui cellule ricevono i fattori appena immessi nel sangue; il sangue infine raggiunge le vene dei seni cavernosi.
Più nello specifico, la ghiandola ipofisaria riceve sangue arterioso da alcuni rami superiori, e da un unico ramo inferiore della carotide interna.
- I rami arteriosi ipofisari superiori originano dalla porzione sopraclinoidea della carotide interna e dalle arterie cerebrali anteriore e posteriore; si portano a formare un anello intorno al peduncolo infundibolare ipofisario, e irrorano l'eminenza mediana, la pars tuberalis adenoipofisaria, ed il peduncolo stesso.
- Il ramo arterioso ipofisario inferiore origina dalla porzione cavernosa della carotide interna e irrora la pars nervosa della neuroipofisi.

La pars distalis adenoipofisaria risulta perciò priva di vascolarizzazione diretta di sangue arterioso, ma è provvista di un sistema portale ipotalamo-ipofisario, che fornisce una comunicazione ormonale diretta tra l'ipotalamo soprastante e l'adenoipofisi. Nell'eminenza mediana, le arterie ipofisarie superiori si riducono a capillari fenestrati, che vanno a formare il plesso capillare primario. Da questo plesso si formano le vene portali ipofisarie, che scendono lungo la pars tuberalis e, raggiunta la pars distalis adenoipofisaria, vi costituiscono il plesso capillare secondario. Questa rete vascolare trasporta i releasing hormones (RH) prodotti dall'ipotalamo e permette all'adenoipofisi di riceverli in breve tempo, instaurando una comunicazione diretta.
Il drenaggio venoso di neuroipofisi e adenoipofisi avviene perlopiù attraverso le vene ipofisarie inferiori, che si immettono nei seni durali venosi, soprattutto nel seno cavernoso, e consentono di portare in circolo gli ormoni liberati dalla ghiandola, e quindi ai rispettivi organi bersaglio.

Esistono inoltre altre due possibilità di drenaggio della neuroipofisi: verso l'adenoipofisi e verso l'ipotalamo; quest'ultima via rappresenta una via diretta di regolazione a feedback negativo sull'ipotalamo, vantaggiosa in termini di tempo perché inibisce la liberazione degli RH, prima che gli ormoni ipofisari compiano l'intero percorso sistemico.

### Sistema portale epatico
Il sistema portale epatico è la via che permette al fegato di elaborare gli elementi assorbiti dall'intestino. Il sistema è costituito da una vena unica, la vena porta epatica, che origina dalla confluenza della vena mesenterica superiore con il tronco venoso costituito da vena splenica e vena mesenterica inferiore; vi si unisce poi anche la vena gastrica sinistra.
Giunta al fegato, la vena porta si divide in un letto capillare, per distribuire il sangue a tutti gli epatociti.

### Sistema portale surrenale
Le 3 arterie surrenali, arrivate alla periferia della ghiandola, si ramificano per dare origine a due ordini di arteriole: arteriole corte e lunghe. Le arteriole lunghe vanno direttamente alla midollare ed irrorano soltanto la midollare (si capillarizzano soltanto qui). Le arteriole brevi, invece, si capillarizzano una prima volta nella corticale, in particolare al confine tra zona glomerulare e fascicolata, dando origine poi a venule che scendono nella midollare e si capillarizzano una seconda volta. Vi è allora un sistema capillare-vena-capillare-vena che rappresenta un altro esempio di sistema portale.